# Euparatettix serrifemoralis
Euparatettix serrifemoralis är en insektsart som beskrevs av Zheng, Z. och L. Xie 2007. Euparatettix serrifemoralis ingår i släktet Euparatettix och familjen torngräshoppor. Inga underarter finns listade i Catalogue of Life.